# Irwin Murray Brodo
Dr. Irwin M. Brodo (sinh 1935) là một nhà khoa học danh dụ của Viện bảo tàng tự nhiên Canada, ở Ottawa, Ontario, Canada. Ông là người có thẩm quyển trên thế giới về việc định danh sinh học của địa y. Irwin Brodo được vinh danh vào năm 1994 với Huy chương Acharius được trao tặng cho ông bởi Hiệp hội Địa y Quốc tế.
Danh sách các xuất bản của Dr. Brodo bao gồm 75 đề tài nghiên cứu, 8 đề tài phổ biến, 22 bài phê bình và 6 bài xã luận. Một trong những thành tựu lớn nhất của Irwin Brodo việc xuất bản cuốn sách dày 795 trang, "Lichens of North America" trong đó gồm rất nhiều hình ảnh chất lượng cao về các loài địa y chụp bởi Sylvia và Stephen Sharnoff.

## Danh sách các loài địa y được đặt tên bởi Irwin Brodo
```
Alectoria imshaugii
 Brodo & 
D. Hawksw.
 

Alectoria vancouverensis
 (Gyelnik) Gyelnik 
ex
 Brodo & D. Hawksw.
 
Amygdalaria consentiens
 (Nyl.) Hertel, Brodo & Mas. Inoue

Amygdalaria continua
 Brodo & Hertel

Amygdalaria elegantior
 (H. Magn.) Hertel & Brodo
 

Amygdalaria haidensis
 Brodo & Hertel

Amygdalaria panaeola
 (Ach.) Hertel & Brodo
 

Amygdalaria subdissentiens
 (Nyl.) Mas. Inoue & Brodo

Aspicilia laxula
 (H. Magn.) Brodo

BRYORIA
 Brodo & D. Hawksw.

Bryoria bicolor
 (Ehrh.) Brodo & D. Hawksw.
 

Bryoria capillaris
 (Ach.) Brodo & D. Hawksw.

Bryoria carlottae
 Brodo & D. Hawksw.

Bryoria cervinula
 Mot. 
ex
 Brodo & D. Hawksw.

Bryoria chalybeiformis
 (L.) Brodo & D. Hawksw.

Bryoria fremontii
 (Tuck.) Brodo & D. Hawksw.

Bryoria friabilis
 Brodo & D. Hawksw.
 

Bryoria furcellata
 (Fr.) Brodo & D. Hawksw.

Bryoria fuscescens
 (Gyelnik) Brodo & D. Hawksw.

Bryoria glabra
 (Mot.) Brodo & D. Hawksw.

Bryoria implexa
 (Hoffm.) Brodo & D. Hawksw.
 

Bryoria lanestris
 (Ach.) Brodo & D. Hawksw.
 

Bryoria nadvornikiana
 (Gyelnik) Brodo & D. Hawksw.

Bryoria nitidula
 (Th. Fr.) Brodo & D. Hawksw.
 

Bryoria pikei
 Brodo & D. Hawksw.

Bryoria pseudocapillaris
 Brodo & D. Hawksw.

Bryoria pseudofuscescens
 (Gyelnik) Brodo & D. Hawksw.

Bryoria salazinica
 Brodo & D. Hawksw.

Bryoria simplicior
 (Vainio) Brodo & D. Hawksw.

Bryoria spiralifera
 Brodo & D. Hawksw.

Bryoria subcana
 (Nyl. 
ex
 Stizenb.) Brodo & D. Hawksw.

Bryoria tenuis
 (E. Dahl) Brodo & D. Hawksw.

Bryoria tortuosa
 (G. Merr.) Brodo & D. Hawksw.

Bryoria trichodes
 (Michaux) Brodo & D. Hawksw. subsp. 
trichodes
 

Bryoria trichodes
 subsp. 
americana
 (Mot.) Brodo & D. Hawksw.

Caloplaca litoricola
 Brodo

Cladonia albonigra
 Brodo & Ahti

Cladonia labradorica
 Ahti & Brodo

Cladonia novochlorophaea
 (Sipman) Brodo & Ahti
 

Cladonia schofieldii
 Ahti & Brodo
 

Coccotrema maritimum
 Brodo

Coccotrema pocillarium
 (Cummings) Brodo
 

Fuscidea thomsonii
 Brodo & Wirth
 

Lecanora albella
 var. 
rubescens
 (Imshaug & Brodo) Lumbsch

Lecanora caesiorubella
 subsp. 
glaucomodes
 (Nyl.) Imshaug & Brodo

Lecanora caesiorubella
 subsp. 
merrillii
 Imshaug & Brodo

Lecanora caesiorubella
 subsp. 
saximontana
 Imshaug & Brodo

Lecanora californica
 Brodo

Lecanora cinereofusca
 var. 
appalachensis
 Brodo

Lecanora circumborealis
 Brodo & Vitik.

Lecanora hybocarpa
 (Tuck.) Brodo

Lecanora imshaugii
 Brodo

Lecanora luteovernalis
 Brodo

Lecanora opiniconensis
 Brodo

Lecanora perplexa
 Brodo

Loxospora pustulata
 (Brodo & Culb.) R. C. Harris

Loxosporopsis corallifera
 Brodo, Henssen & Imshaug

Megalaria corallifera
 Brodo, Henssen & Imshaug

NODOBRYORIA
 Common & Brodo

Nodobryoria abbreviata
 (Müll. Arg.) Common & Brodo
 

Nodobryoria oregana
 (Tuck.) Common & Brodo
 

Nodobryoria subdivergens
 (E. Dahl) Common & Brodo
 

Ochrolechia antillarum
 Brodo

Ochrolechia gowardii
 Brodo

Ochrolechia juvenalis
 Brodo

Ochrolechia laevigata
 (Räsänen) Vers. 
ex
 Brodo

Ochrolechia montana
 Brodo

Ochrolechia pseudopallescens
 Brodo

Ochrolechia rhodoleuca
 (Th. Fr.) Brodo
 

Ochrolechia subisidiata
 Brodo

Ochrolechia subplicans
 (Nyl.) Brodo subsp. 
subplicans
 

Ochrolechia subplicans
 subsp. 
hultenii
 (Erichsen) Brodo
 

Ochrolechia trochophora
 var. 
pruinirosella
 Brodo

Pertusaria geminipara
 (Th. Fr.) C. Knight 
ex
 Brodo

Pertusaria suboculata
 Brodo & Dibben

Pertusaria subpertusa
 Brodo

Placopsis roseonigra
 Brodo

Polysporina urceolata
 (Anzi) Brodo

Porina pacifica
 Brodo
 

Porpidia ochrolemma
 (Vainio) Brodo & R. Sant.
 

Pseudophebe minuscula
 (Nyl. 
ex
 Arnold) Brodo & D. Hawksw.

Pseudocyphellaria anomala
 Brodo & Ahti

Rhizocarpon hensseniae
 Brodo

Sulcaria badia
 Brodo & D. Hawksw.

Sulcaria isidiifera
 Brodo

Thelotrema petractoides
 P. M. Jørg. & Brodo
```

## Danh sách các loài địa y được đặt tên để vinh danh Irwin Brodo
```
Bactrospora brodoi
 Egea & Torrente 

Brodoa oroarctica
 (Krog) Goward 

Bryoria trichodes
 subsp. 
brodoana
 Bystr. & Fabiszewski 

Lecanora brodoana
 Lumbsch & T. Nash

Lecidea brodoana
 Hertel & Leuckert
```